# Liste bedeutender Kirchen in Thüringen
Die Liste bedeutender Kirchen in Thüringen sammelt bedeutende Kirchbauten im deutschen Bundesland Thüringen. Aufgenommen werden sowohl besonders große Kirchen als auch historisch bedeutende Kirchen und Kirchen mit baulichen Besonderheiten.

## Liste
| Kirche                                                     | Standort                                               | Bauzeit                                        | Stil                         | Beschreibung | Bild |
| ---------------------------------------------------------- | ------------------------------------------------------ | ---------------------------------------------- | ---------------------------- | --- | ---- |
| St. Bartholomäi (evangelisch)                              | Altenburg, Burgstraße                                  | 1428 bis 1443                                  | Spätgotisch                  | Spätgotische, dreischiffige Hallenkirche                                                                           |      |
| Brüderkirche (evangelisch)                                 | Altenburg, Marktplatz                                  | 1902 bis 1905                                  | Neugotisch                   | anstelle des Vorgängerbaues von 1270 errichtet                                                                     |      |
| Herzogin-Agnes-Gedächtniskirche (evangelisch)              | Altenburg, Parkstraße                                  | 1903–1905                                      | Neuromanisch                 | Gedenkkirche der Herzogin Agnes                                                                                    |      |
| Schlosskirche (evangelisch)                                | Altenburg, Schloss                                     | 1404–1414/1444                                 | Gotisch/Spätgotisch          | 1404 bis 1414 im gotischen Stil erbaut, Einsturz des Kirchengewölbes durch Brand 1444, Wiederaufbau spätgotisch    |      |
| Lutherkirche (evangelisch)                                 | Apolda, Melanchthonplatz                               | 1890 bis 1894                                  | Neugotisch                   | |      |
| Martinskirche (evangelisch)                                | Apolda, Kantplatz/Martinsplatz                         | 1119 ersterwähnt                               | Romanisch/Gotisch            | |      |
| Liebfrauenkirche (evangelisch)                             | Arnstadt, An der Liebfrauenkirche                      | 1200 bis 1330                                  | Romanisch/Gotisch            | |      |
| Oberkirche (evangelisch)                                   | Arnstadt, Kirchgasse                                   | 1275 bis 1300                                  | Gotisch                      | |      |
| Oberkirche (Ruine)                                         | Bad Frankenhausen, Neumarkt                            | 1382                                           | Gotisch                      | Das Dach wurde 1961 abgerissen, seitdem Ruine mit dem schiefen Kirchturm mit dem größten Überhang Deutschlands.    |      |
| Pfarrkirche (evangelisch)                                  | Bad Klosterlausnitz, Geraer Straße                     | 1157 bis 1181                                  | Romanisch                    | Bis zur Säkularisation 1525 Klosterkirche des Augustinerchorfrauenstifts Marienstein                               |      |
| Bergkirche St. Stephan (evangelisch)                       | Bad Langensalza, Bergstraße                            | 1394                                           | Gotisch                      | |      |
| Marktkirche St. Bonifacii (evangelisch)                    | Bad Langensalza, Marktplatz                            | 1340 bis 1521                                  | Gotisch                      | 81 Meter hoher Turm                                                                                                |      |
| Stadtkirche St. Simplicius (evangelisch)                   | Bad Salzungen, Kirchplatz                              | 1789 bis 1791                                  | Klassizistisch               | |      |
| Stadtkirche St. Trinitatis (evangelisch)                   | Bad Tennstedt                                          | 1652 bis 1659                                  | Spätgotisch                  | |      |
| Sankt-Pankratius-Kirche (evangelisch)                      | Bendeleben                                             | 1588 bis 1623                                  | Nachgotisch, Frühbarock      | prachtvolle frühbarocke Ausstattung, Turm um 1,13 m aus dem Lot                                                    |      |
| St. Leo (Bibra) (evangelisch)                              | Bibra (Grabfeld)                                       | ab 1492                                        | Spätgotisch                  | Ausstattung mit Schnitzwerken aus der Werkstatt Tilman Riemenschneiders                                            |      |
| Pfarrkirche St. Michaelis (evangelisch)                    | Buttstädt, Marktplatz                                  | 1510 bis 1586                                  | Spätgotisch                  | |      |
| Nikolaikirche (evangelisch)                                | Creuzburg, Markt                                       | ab 1215                                        | Romanisch                    | |      |
| Pfarrkirche Zu den Heiligen fünf Wunden (katholisch)       | Dermbach, Kirchberg                                    | 1731 bis 1735                                  | Spätbarock                   | Kirche des ehemaligen Franziskanerklosters                                                                         |      |
| Pfarrkirche St. Albanus [Eichsfelder Dom] (katholisch)     | Effelder, Kirchberg                                    | 1892 bis 1895                                  | Neugotisch                   | |      |
| Georgenkirche (evangelisch)                                | Eisenach, Marktplatz                                   | 1558 bis 1561; 1899 bis 1902                   | Spätgotisch, Neubarock       | Sitz des Landesbischofs                                                                                            |      |
| Nikolaikirche (evangelisch)                                | Eisenach, Karlsplatz                                   | 1150                                           | Romanisch                    | |      |
| Schlosskirche St. Trinitatis (evangelisch)                 | Eisenberg, Schlosspark                                 | 1679 bis 1692                                  | Barock                       | Prunkvolle Innenausstattung                                                                                        |      |
| Stadtpfarrkirche Zur Heiligen Dreifaltigkeit (evangelisch) | Eisfeld, Kirchplatz                                    | 1488 bis 1530                                  | Spätgotisch                  | |      |
| Mariendom (katholisch)                                     | Erfurt, Domplatz                                       | 1153 bis 1465                                  | Romanisch/Gotisch            | Größte Kirche des Landes                                                                                           |      |
| Severikirche (katholisch)                                  | Erfurt, Domplatz                                       | 1275 bis 1375                                  | Gotisch                      | |      |
| Ägidienkirche (methodistisch)                              | Erfurt, Wenigemarkt                                    | 1324                                           | Gotisch                      | Brückenkopfkirche                                                                                                  |      |
| Kaufmannskirche (evangelisch)                              | Erfurt, Anger                                          | 1291 bis 1368                                  | Gotisch                      | |      |
| Peterskirche (profaniert)                                  | Erfurt, Zitadelle Petersberg                           | 1103 bis 1147                                  | Romanisch                    | |      |
| Predigerkirche (evangelisch)                               | Erfurt, Meister-Eckehart-Straße                        | 1350 bis 1488                                  | Gotisch                      | ehemaliges Dominikanerkloster                                                                                      |      |
| Reglerkirche (evangelisch)                                 | Erfurt, Bahnhofstraße                                  | 1130/1291                                      | Romanisch/Gotisch            | |      |
| Dorfkirche Gelmeroda (evangelisch)                         | Gelmeroda, Petersgasse                                 |                                                | Romanisch/Gotisch            | Beliebtes Motiv Lyonel Feiningers                                                                                  |      |
| Johanniskirche (evangelisch)                               | Gera, Clara-Zetkin-Straße                              | 1881 bis 1885                                  | Neugotisch                   | |      |
| Salvatorkirche (evangelisch)                               | Gera, Nikolaiberg                                      | 1717 bis 1720                                  | Barock                       | |      |
| Benediktinerpropstei (Ruine)                               | Göllingen, Klosterstraße                               | 1150                                           | Romanisch Byzantinisch       | |      |
| Pfarrkirche St. Margarethen (evangelisch)                  | Gotha, Neumarkt                                        | 1494 bis 1543                                  | Gotisch                      | |      |
| Augustinerkirche (evangelisch)                             | Gotha, Klosterplatz                                    | 1258 bis 1319; 1675 bis 1680                   | Gotisch/Barock               | Kirche des ehemaligen Augustinerklosters                                                                           |      |
| St. Marien (evangelisch)                                   | Greiz, Burgplatz/Kirchplatz                            | 1802                                           | Klassizistisch               | |      |
| Schlosskirche St. Georg (Großneuhausen) (evangelisch)      | Großneuhausen                                          | 1728 bis 1729                                  | Rokoko                       | nahezu im Originalzustand erhalten, prunkvollste Rokokokirche Thüringens                                           |      |
| Benediktinerprobstei St. Bonifatius (evangelisch)          | Großburschla, Kirchplatz                               | ab 1130                                        | Romanisch/Gotisch            | |      |
| Pfarrkirche St. Ägidien (katholisch)                       | Heiligenstadt, Windische Gasse (Neustadt)              | 1300                                           | Gotisch                      | |      |
| Pfarrkirche St. Marien (katholisch)                        | Heiligenstadt, Kollegiengasse (Altstadt)               | 1350                                           | Gotisch                      | |      |
| Pfarrkirche St. Martin (evangelisch)                       | Heiligenstadt, Friedensplatz                           | 1270 bis 1487                                  | Gotisch                      | |      |
| Marienkirche (evangelisch)                                 | Heldburg, Markt                                        | 1502 bis 1537                                  | Gotisch                      | |      |
| Dom der Rhön (evangelisch)                                 | Helmershausen, Kirchgasse                              | 1736 bis 1777                                  | fränkischer Barockstil       | |      |
| Christuskirche (evangelisch)                               | Hildburghausen, Johann-Sebastian-Bach-Straße           | 1781 bis 1785                                  | Spätbarock                   | |      |
| Pfarrkirche St. Georg (evangelisch)                        | Ichtershausen, Alexander-Puschkin-Straße               | 1150                                           | Romanisch                    | |      |
| St. Jakobus (evangelisch)                                  | Ilmenau, Kirchplatz                                    | 1760 bis 1770                                  | Barock                       | |      |
| Stadtkirche St. Michael (evangelisch)                      | Jena, Kirchplatz                                       | 1380 bis 1550                                  | Gotisch                      | |      |
| Margarethenkirche (evangelisch)                            | Kahla, Rudolf-Breitscheid-Straße                       | 1411 bis 1462                                  | Gotisch                      | |      |
| Pfarrkirche (evangelisch)                                  | Kirschkau                                              | 1751 bis 1753                                  | Barock                       | Rundkirche |      |
| Kloster Veßra (Ruine)                                      | Kloster Veßra, Anger                                   | 1131                                           | Romanisch                    | |      |
| Stadtkirche St. Wipperti (evangelisch)                     | Kölleda, Marktplatz 2                                  | 1538 wiedererrichtet                           | Gotisch                      | |      |
| Stadtpfarrkirche Zum Lobe Gottes (evangelisch)             | Königsee, Kirchstraße                                  | 1866 bis 1871                                  | Neugotisch                   | |      |
| Pfarrkirche St. Maria Magdalena (katholisch)               | Leinefelde, Heiligenstädter Straße                     | 1886 bis 1889                                  | Neugotisch                   | |      |
| Stadtkirche Unserer lieben Frauen (evangelisch)            | Meiningen, Marktplatz                                  | 1003 1180 bis 1295 1443 bis 1455 1884 bis 1889 | Romanisch Gotisch Neugotisch | Grundsteinlegung 1003, dominierende Baustile: Romanisch: Westfassade Gotik: Chor Neugotik: Schiff/Türme            |      |
| Pfarrkirche St. Martin (evangelisch)                       | Meuselwitz, Marktplatz                                 | 1686 bis 1688                                  | Barock                       | |      |
| Allerheiligenkirche (Museum)                               | Mühlhausen, Steinweg/Allerheiligenstraße               | 1287                                           | Gotisch                      | |      |
| Pfarrkirche Divi Blasii (evangelisch)                      | Mühlhausen, Untermarkt                                 | 1225 bis 1300                                  | Gotisch                      | |      |
| Jakobikirche (Stadtbibliothek)                             | Mühlhausen, Lentzeplatz                                | bis 1363                                       | Gotisch                      | |      |
| Kornmarktkirche (Museum)                                   | Mühlhausen, Kornmarkt                                  | 1240 bis 1300                                  | Gotisch                      | |      |
| Marienkirche (Museum)                                      | Mühlhausen, Obermarkt                                  | 1317 bis 1420                                  | Gotisch                      | |      |
| St. Nikolai (evangelisch)                                  | Mühlhausen, Bastmarkt/Wanfrieder Straße                | 1350                                           | Gotisch                      | |      |
| Klosterkirche Münchenlohra (evangelisch)                   | Münchenlohra                                           | 1170                                           | Romanisch                    | dreischiffige Basilika mit Querhaus, Strebepfeiler und Strebebögen aus der romanischen Bauzeit                     |      |
| Stadtkirche Neuhaus am Rennweg (evangelisch)               | Neuhaus am Rennweg, Kirchweg                           | 1892                                           | Neugotisch                   | größte Holzkirche Thüringens                                                                                       |      |
| Stadtkirche St. Johannes (evangelisch)                     | Neustadt an der Orla, Markt                            | 1470 bis 1538                                  | Gotisch                      | |      |
| Dom zum Heiligen Kreuz (katholisch)                        | Nordhausen, Domstraße                                  | 1130 bis 1267                                  | Romanisch Gotisch            | |      |
| Stadtkirche St. Blasii (evangelisch)                       | Nordhausen, Pferdemarkt/Blasikirchplatz                | 1450 bis 1489                                  | Gotisch                      | |      |
| Hoffnungskirche (evangelisch)                              | Oberweißbach, Lichtenhainer Straße                     | 1767 bis 1779                                  | Barock                       | vor der Stadtrechtsverleihung an Oberweißbach größte Dorfkirche Thüringens, auch als „Südthüringer Dom“ bezeichnet |      |
| Kloster Paulinzella (Ruine)                                | Paulinzella                                            | 1105 bis 1124                                  | Romanisch                    | |      |
| Stadtkirche St. Mauritius (evangelisch)                    | Pößneck, Marktplatz                                    | 1385 bis 1488                                  | Gotisch                      | |      |
| Stiftskirche (evangelisch)                                 | Römhild, Griebelstraße                                 | 1450 bis 1470                                  | Gotisch                      | |      |
| Stadtkirche St. Andreas (evangelisch)                      | Rudolstadt, Kirchgasse/Ludwigstraße                    | 1634 bis 1636                                  | Gotisch Renaissance          | |      |
| Stadtkirche St. Concordia (Ruhla) (evangelisch)            | Ruhla, An der Gottesgabe                               | 1660 bis 1662                                  | Barock                       | Kirche mit zwei rechtwinklig zueinander stehenden Schiffen                                                         |      |
| Johanneskirche (evangelisch)                               | Saalfeld, Kirchplatz                                   | 1380 bis 1514                                  | Gotisch                      | |      |
| Pfarrkirche Schleid (katholisch)                           | Schleid                                                | 1743 bis 1746                                  | Barock                       | im toskischen Stil erbaut                                                                                          |      |
| Bergkirche St. Marien (evangelisch)                        | Schleiz, Bergstraße                                    | 1359 bis 1382 1484 bis 1507                    | Gotisch                      | Begräbniskirche der Vögte von Gera, Burggrafen von Meißen und der Fürsten von Reuß mit barocker Innenausstattung   |      |
| Stadtkirche St. Johannes (evangelisch)                     | Schleusingen, Kirchstraße                              | 1483                                           | Gotisch                      | |      |
| Stadtkirche St. Georg                                      | Schmalkalden, Altmarkt                                 | 1437 bis 1509                                  | Gotisch                      | |      |
| Stadtkirche St. Nikolai (evangelisch)                      | Schmölln, Kirchplatz                                   | 1450 bis 1480                                  | Gotisch                      | |      |
| Trinitatiskirche (evangelisch)                             | Sondershausen, Trinitatisplatz                         | 1608 bis 1620                                  | Renaissance                  | |      |
| Stadtkirche St. Peter (evangelisch)                        | Sonneberg, Kirchstraße                                 | 1843 bis 1845                                  | Neugotisch                   | |      |
| Liebfrauenkirche (evangelisch)                             | Stadtilm, Kirchhof                                     | 1150 bis 1235                                  | Gotisch                      | |      |
| Kreuzkirche (evangelisch)                                  | Suhl, Steinweg                                         | 1731 bis 1739                                  | Barock                       | |      |
| Marienkirche (evangelisch)                                 | Suhl, Kirchgasse                                       | 1753 bis 1756                                  | Barock                       | |      |
| Klosterkirche (evangelisch)                                | Thalbürgel                                             | 1142 bis 1225                                  | Romanisch                    | |      |
| Stadtkirche St. Bartholomäus (evangelisch)                 | Themar, Kirchplatz                                     | 1488                                           | Gotisch                      | eine der am reichsten ausgestatteten Kirchen des oberen Werratals                                                  |      |
| Stadtkirche St. Bonifatius (evangelisch)                   | Treffurt, Kirchplatz                                   | 1250                                           | Romanisch                    | |      |
| Rundkirche Untersuhl (evangelisch)                         | Untersuhl, Kirchplatz                                  | ca. 1580                                       | Innenausstattung: Barock     | Rundkirche |      |
| Kirchenburg (evangelisch)                                  | Walldorf                                               | 1587                                           | Renaissance                  | Wehrkirche auf einem Felsen oberhalb des Dorfs                                                                     |      |
| Stadtkirche (evangelisch)                                  | Waltershausen, Marktplatz                              | 1719 bis 1723                                  | Barock                       | erster großer barocker Zentralbau in Mitteldeutschland, Vorbild nach dem die Dresdner Frauenkirche entstand        |      |
| Pfarrkirche St. Viti                                       | Wechmar                                                | 1842 bis 1843                                  | Neuromanisch                 | größter Zentralbau des 19. Jahrhunderts in Thüringen; größte Dorfkirche Thüringens                                 |      |
| Herderkirche (evangelisch)                                 | Weimar, Hederplatz                                     | 1498 bis 1500                                  | Gotisch                      | |      |
| Herz-Jesu-Kirche (katholisch)                              | Weimar, Paul-Schneider-Straße                          | 1888 bis 1891                                  | Neugotisch                   | errichtet nach dem Vorbild des Florentiner Doms                                                                    |      |
| Russisch-Orthodoxe Kapelle (orthodox)                      | Weimar, Historischer Friedhof (Karl-Haußknecht-Straße) | 1860 bis 1862                                  | Russisch                     | Grabkapelle der Großherzogin Maria Pawlowna                                                                        |      |
| Stadtkirche St. Nikolaus (katholisch)                      | Worbis, Friedensplatz                                  | 1756 bis 1770                                  | Barock                       | |      |
| Pfarrkirche St. Blasius (evangelisch)                      | Zella-Mehlis, Hauptstraße/Kirchstraße                  | 1768 bis 1773                                  | Barock                       | |      |
| Barockkirche Mariä Himmelfahrt (katholisch)                | Zella/Rhön, Goethestraße                               | 1732                                           | Barock                       | |      |
| Dreieinigkeitskirche (evangelisch)                         | Zeulenroda, Kirchstraße                                | 1820                                           | Klassizistisch               | |      |